# Who's Gonna Follow You Home?
Who's Gonna Follow You Home? är en sång skriven av Norell Oson Bard. Den spelades in av Jerry Williams 1990 på albumet Jerry Williams live på Börsen och släpptes även som singel samma år.
Keith Almgren skrev en text på svenska som heter Vem får följa dig hem, som spelades av Shanes på albumet "60-talsparty Let's Dance 1" från 1990, och även utgavs som singel samma år Med denna text har melodin även bland annat spelats in av svenska dansband som Mats Bergmans (1991 på albumet Mats Bergmans), och Grönwalls (1993 på albumet Waikiki Beach) och Matz Bladhs (2006).
Shanes inspelning låg på Svensktoppen i 44 veckor under perioden 28 oktober 1990-10 november 1991.
Låten finns i Shanes inspelning bland annat med på trippla samlingsalbumet Absolute Dansband. Text och noter finns med i flera sång- och notböcker, bland annat "Hits 91", "Vispop 11" och "Dansbandsklassiker".

## Listplaceringar
| Lista (1990) | Position |
| ------------ | -------- |
| Sverige      | 4        |

### Fotnoter
1. ↑  ”Jerry Williams live på Börsen”. Svensk mediedatabas. 11 mars 1990. https://smdb.kb.se/catalog/id/001476657. Läst 26 mars 2018.
2. ↑  ”Who's Gonna Follow You Home?”. Svensk mediedatabas. 11 mars 1990. https://smdb.kb.se/catalog/id/001474480. Läst 26 mars 2018.
3. ↑  ”60-talsparty Let's Dance 1”. Svensk mediedatabas. 11 mars 1990. https://smdb.kb.se/catalog/id/001476894. Läst 26 mars 2018.
4. ↑  ”Vem får följa dig hem?”. Svensk mediedatabas. 11 mars 1990. https://smdb.kb.se/catalog/id/001474806. Läst 26 mars 2018.
5. ↑  ”Mats Bergmans”. Svensk mediedatabas. 11 mars 1991. https://smdb.kb.se/catalog/id/001484432. Läst 24 maj 2011.
6. ↑  ”Waikiki Beach”. Svensk mediedatabas. 11 mars 1993. https://smdb.kb.se/catalog/id/001521854. Läst 24 maj 2011.
7. ↑  ”Svensktoppen”. Sveriges radio. 11 mars 1990. http://sverigesradio.se/Diverse/AppData/Isidor/files/2023/3486.txt. Läst 19 mars 2008.
8. ↑  ”Svensktoppen”. Sveriges radio. 11 mars 1990. http://sverigesradio.se/Diverse/AppData/Isidor/files/2023/3487.txt. Läst 19 mars 2008.
9. ↑  ”Who's Gonna Follow You Home” (på engelska). Swedishcharts. 11 mars 1990. http://www.swedishcharts.com/showitem.asp?interpret=Jerry+Williams&titel=Who%27s+Gonna+Follow+You+Home&cat=s. Läst 24 maj 2011.